# Onthophagus tragoides
Onthophagus tragoides é uma espécie de inseto do género Onthophagus, família Scarabaeidae, ordem Coleoptera.
Foi descrita cientificamente por Boucomont em 1914.